# Guus Boissevain
Gustaaf Constant (Guus) Boissevain (Hilversum, 8 september 1929 − Bergen aan Zee, 15 oktober 2008) was een Nederlands cartoonist en kunstschilder.

## Biografie
Boissevain was een zoon van ondernemer Gustaaf Adolph Lucas Boissevain (1894-1980) en Constante Joanna Testas (1895-1968), lid van de familie Testas. Hij trouwde drie keer en had uit zijn tweede huwelijk een zoon, de acteur Daniël Boissevain. Hij werkte als cartoonist en illustrator, maar ook als schilder; hij bediende zich soms van het pseudoniem Gub. Voor het tijdschrift Kris Kras tekende Gub de strip Bliep en Barthold. Hij illustreerde enkele werkjes met Piet Pelle. 
Hij werkte in verscheidene landen en werelddelen maar het langst in Amsterdam. Hij overleed in Bergen aan Zee in 2008.